# 百顺镇
百顺镇，是中华人民共和国广东省南雄市下辖的一个乡镇级行政单位。

## 行政区划
百顺镇下辖以下地区：
百顺社区、百顺村、大沙洲村、邓洞村、东坑村、湖地村、尚睦村、溪头村、杨梅村和朱安村。